# Кримінальний кодекс Латвії
Кримінальний кодекс (Кримінальний закон) Латвійської Республіки від 17 червня 1998 р. (латис. Krimināllikums) – основне джерело кримінального права Латвії. Підписаний президентом Ґунтісом Улманісом 8 липня 1998. Введений в дію (чинний) з 1 квітня 1999 р. Містить 356 статей і Перехідні правила. 
Відповідно до цього Кодексу, кримінальній відповідальності й покаранню підлягає тільки особа, винувата у вчиненні злочинного діяння, тобто яка з умислом (умисно) або через необережність вчинила передбачене цим законом діяння, що має всі ознаки складу злочинного діяння (ч. 1 ст. 1).
Злочинними діяннями є кримінальні проступки та злочини (ст. 7). Кодекс прямо не передбачає кримінальної відповідальності юридичних осіб, проте вказує, що відповідальність за злочин в справі юридичної особи несе фізична особа, що вчинила це діяння як представник даної юридичної особи, чи за її [юридичної особи] дорученням,  або перебуваючи на службі юридичної соби, а також як співучасник такої фізичної особи (ст. 12). В редакції Закону від 14 березня 2013 р. ст. 12 КК Латвійськ. Республіки передбачає, що фізична особа, яка вчиняє злочинне діяння в інтересах юридичної особи приватного права, підлягає кримінальній відповідальності, однак до юридичної особи можуть бути застосовані примусові заходи, передбачені цим КК (такі заходи врегульовані главою VIII - 1 Загальної частини, статтями 70.1 – 70.8). 
До Кодексу регулярно вносяться зміни, що відображають як удосконалення існуючих норм, так і криміналізацію нових суспільно небезпечних діянь.